# Asnæsgård
Asnæsgård er en lille herregård på halvøen Asnæs, som er dannet i 1750 af Christian Lerche til Lerchenborg. Gården ligger i Årby Sogn, Kalundborg Kommune. Hovedbygningen er opført i 1952
Ejendommen har tidligere hørt under godset Lerchenborg, men blev i 1952 solgt fra sammen med Mineslund.
Asnæsgaard Gods er på 415,6 hektar

## Ejere af Asnæsgaard
- (1750-1757) Christian Lerche
- (1757-1766) Amalie Margrethe Christiane Caroline af Leiningen-Westerburg, gift Lerche
- (1766-1798) Georg Flemming Lerche
- (1798-1852) Christian Cornelius Lerche
- (1852-1885) Christian Albrecht Lerche
- (1885-1927) Christian Cornelius Lubbi Lerche-Lerchenborg
- (1927-1928) J. Bruhn
- (1928-1950) Peter Andreas Lund
- (1950-1952) Enkefru Marie Lund
- (1952-1989) Titi Petersdatter Lund gift Vinsand
- (1989-) Eirik Knutson Vinsand